# Carll Cneut

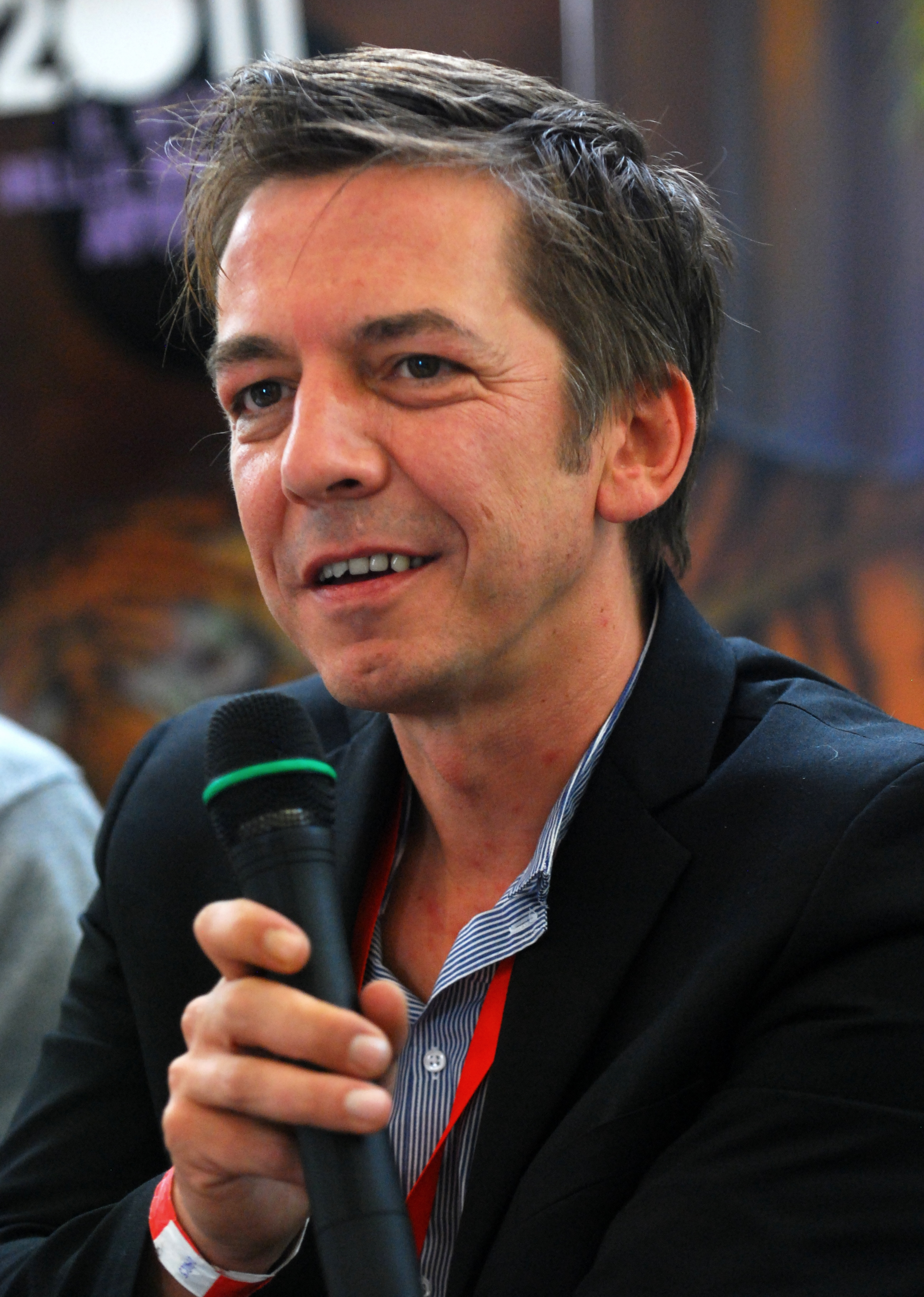
Carll Cneut

Carll Cneut (Roeselare, 8 januari 1969) is een Vlaams illustrator, die zijn jeugd heeft doorgebracht in Geluwe.

## Biografie
Carll Cneut studeerde grafische vormgeving aan het Sint-Lucas Instituut te Gent. Aanvankelijk werkte hij als artdirector in Antwerpen, maar in 1996 debuteerde hij als illustrator van prentenboeken met Varkentjes van marsepein met tekst van Geert De Kockere. Geleidelijk aan leert hij zijn kleurenpalet beheersen en emoties uitdrukken in kleuren en vormen. Vooral de compositie van zijn tekeningen is zijn grote sterkte, waardoor hij een wereld suggereert die veel groter is dan de grenzen van het blad. Je ziet als het ware de wereld buiten het boek in zijn tekeningen. Die zijn nooit helemaal af omdat zo de fantasie van de kinderen geprikkeld wordt. In hun eigen verbeelding kunnen ze de tekeningen aanvullen. James Ensor, Edgard Tytgat en Gustave Van de Woestijne rekent hij tot zijn voorbeelden.
Boek na boek krijgt Cneut meer greep op zowel vorm als compositie. Naarmate hij zijn technische middelen beter beheerst, gaat hij ook vrijer met het verhaal om. Hij vertelt zijn eigen verhaal in prenten, dat af en toe zelfs wat kan afwijken van het geschreven verhaal dat hij illustreert. De illustrator overschrijdt de grenzen van het verhaal, hij duikt ongegeneerd de fantasie van de lezer binnen. Absolute hoogtepunten zijn Meneer Ferdinand (op tekst van Agnes Guldemont), Roodgeelzwartwit (op tekst van Brigitte Minne), Zie ik je nog eens terug (op tekst van Ed Franck) en Dulle Griet (op tekst van Geert De Kockere).
De kunstenaar is sinds enkele jaren docent illustratie aan de Koninklijke Academie voor Schone Kunsten te Gent. Hij geeft ook workshops op verspreide locaties. Hij stelt zich bewust open voor de input van de lezer. Via het internet kan de illustrator bijna volgen hoe zijn boeken ontvangen worden.

## Werkwijze
De illustrator gaat sterk rationeel te werk. Na de eerste lezing van de tekst heeft Carll Cneut beelden of een sfeer in zijn hoofd. Hij start met één beeld ergens uit de tekst. Dan gaat hij voor en na dat beeld op zoek naar een ritme van beelden. Hij maakt dummy's van tekst en schetsen, knipt en plakt de tekst in blokken tot er een afgewerkt boek in schetsen ontstaat. Daarna wordt dit overgetekend en geschilderd zonder er nauwelijks iets aan te veranderen. Elk detail, tot het motief op de kleding, is bedacht.

## Onderscheidingen
Carll Cneut viel al wat keren in de prijzen met zijn boeken. Willy werd bekroond met de Boekenpauw 2000, Woeste Mie met een Bologna Ragazzi Award Special Mention 2001. In 2002 werd Roodgeelzwartwit bekroond met een Boekenpluim en een Prix Octogone. In 2003 ontving Cneut in Nederland een Zilveren Penseel voor zijn illustraties in Het ongelooflijke liefdesverhaal van Heer Morf. In Bratislava verwierf hij een Gouden Plaque voor dit boek en Mijnheer Ferdinand. Daarnaast werd Mijnheer Ferdinand ook bekroond met een Boekenpauw en een White Raven (2004).
De kwaliteit van zijn werk bleef ook in het buitenland niet onopgemerkt. De meeste van zijn prentenboeken vonden hun weg naar andere landen en werden vertaald in het Frans, Duits, Spaans, Catalaans, Italiaans, Portugees, Braziliaans Portugees, Koreaans of Japans. Zijn boek O monster, eet mij niet op (op tekst van Carl Norac) verscheen in 2006 zelfs in elf talen tegelijk in vijftien landen.
Het boek Eén miljoen vlinders (tekst Edward van de Vendel) verscheen in september 2007. In het najaar 2007 liep er een overzichtstentoonstelling van zijn werk in het Literair Museum te Hasselt.
Het in 2008 verschenen Het Geheim van de Keel van de Nachtegaal (tekst Peter Verhelst) werd zevenmaal bekroond. Het kreeg de Woutertje Pieterse Prijs (2009), de Gouden Uil Jeugdliteratuur (2009), een Gouden Griffel (2009), een Boekenwelp (2009), een Boekenpluim (2009), de White Raven Special Mention (2009) en de Plantin-Moretuspublieksprijs voor beste boekomslag (2009).
In 2009 verscheen Fluit zoals je bent (tekst Edward van de Vendel). Het werd bekroond met een Boekenpluim (2010), een Zilveren Griffel (2010) en een Zilveren Penseel (2010).
Op 20 september 2015 werd Cneut de laureaat van de Vlaamse Cultuurprijs voor de Letteren 2014. Hij kreeg de prijs uit handen van Vlaams minister van cultuur Sven Gatz op het Eilandfestival in Antwerpen. Volgens de jury toonde de auteur en illustrator zijn meesterschap met de uitzonderlijke, persoonlijke, poëtische vertelling ‘De gouden kooi’.
In 2019 werd Carll Cneut aangesteld als ereburger van de stad Wervik.

## Publicaties als auteur
- 2002 - Het Ongelooflijk liefdesverhaal van Heer Morf (De Eenhoorn)

## Publicaties als illustrator
- 1996 - Varkentjes van Marsepein - Geert De Kockere (De Eenhoorn)
- 1996 - Hotel Honde-de-bolder - Wim Vromant (De Eenhoorn)
- 1997 - Een straatje zonder eind - Geert De Kockere (De Eenhoorn)
- 1997 - Koetje in de klaver - Geert De Kockere (De Eenhoorn)
- 1998 - Niel - Geert De Kockere (Medaillon)
- 1999 - Ik heb een idee - Geert De Kockere (Medaillon)
- 1999 - Willy - Geert De Kockere (Medaillon)
- 1999 - Heksenfee - Brigitte Minne (De Eenhoorn)
- 2000 - Woeste Mie - Geert De Kockere (Medaillon)
- 2001 - Dromen is heel geheimzinnige dingen (Jeugdboekenweek)
- 2001 - Roodgeelzwartwit - Brigitte Minne (De Eenhoorn)
- 2001 - O, ik droom allemachtig! (Jeugdboekenweek)
- 2002 - Het ongelooflijke liefdesverhaal van Heer Morf - tekst van Carll Cneut (De Eenhoorn)
- 2002 - Een wereldkaart op ware grootte - Daniel Billiet (Altiora Averbode)
- 2003 - Uitnodiging van de poes (Poespas)
- 2003 - Voor altijd bij jou - Karla Stoefs (Davidsfonds/Infodok)
- 2003 - Mijnheer Ferdinand - Agnes Guldemont (De Eenhoorn)
- 2003 - En toen kwam Linde - Brigitte Minne (De Eenhoorn)
- 2003 - Zie ik je nog eens terug? - Ed Franck (Querido)
- 2003 - Antonio aan het andere eind van de aarde kleiner en kleiner - Malachy Doyle, vertaling Edward van de Vendel (De Eenhoorn)
- 2004 - Jantje en de zeven reuzen - Sam Swope (De Eenhoorn)
- 2004 - Stilstaan - Willy Schuyesmans (Davidsfonds/Infodok)
- 2004 - De oorlog van Sophie - An van 't Oosten (Davidsfonds/Infodok)
- 2004 - Het hart van Tom - Carl Norac, vertaling Bart Moeyaert (De Eenhoorn)
- 2004 - Zootje was hier - Edward van de Vendel (De Eenhoorn)
- 2005 - Hou van mij - Ed Franck (Davidsfonds)
- 2005 - Een geheim waar je groot van wordt - Carl Norac (De Eenhoorn)
- 2005 - Dulle Griet - Geert De Kockere (De Eenhoorn)
- 2006 - O monster, eet mij niet op - Carl Norac (De Eenhoorn)
- 2007 - Eén miljoen vlinders - Edward van de Vendel (De Eenhoorn)
- 2008 - Te veel verdriet voor één hart: vier tragedies van Shakespeare, navertelling Ed Franck (Davidfonds Literair)
- 2008 - Het geheim van de keel van de nachtegaal - Peter Verhelst (De Eenhoorn)
- 2009 - Fluit zoals je bent - Edward van de Vendel (De Eenhoorn)
- 2010 - Verboden liefdes: verhalen uit Boccaccio's Decamerone - bewerking Ed Franck (Davidfonds/Infodok)
- 2011 - Tien bolle biggetjes keken naar de maan - Lindsay Lee Johnson, vertaling Joke van Leeuwen (De Eenhoorn)
- 2011 - De blauwe vogel - tekst van Maurice Maeterlinck, hertaling voor kinderen door Do Van Ranst (De Eenhoorn)
- 2011 - Nachten vol angstaanjagende schoonheid - Edgar Allan Poe, vertaling Ed Franck,(Davidfonds/Literair)
- 2013 - Slagveld van gebroken harten: verhalen uit Chaucers The Canterbury Tales, bewerking Ed Franck, Davidfonds
- 2014 - De gouden kooi - Anna Castagnoli, vertaling Saskia De Coster (De Eenhoorn)
- 2014 - Vogels, tekenen, krabbelen en kleuren met Carll Cneut (De Eenhoorn)
- 2015 - De jongen, de neushoornvogel, de olifant, de tijger en het meisje -  Peter Verhelst (De Eenhoorn)
- 2019 - De Vuurzeevlieg en andere dierenverhalen - Toon Tellegen (Querido)

## Prijzen
- 2000 - Boekenpauw voor Willy
- 2000 - White Raven voor Heksenfee
- 2001 - Bologna Ragazzi Award Special Mention voor Woeste Mie
- 2002 - Boekenpluim voor Roodgeelzwartwit
- 2002 - Prix Octogone voor Roodgeelzwartwit
- 2003 - Eselsohr voor Het ongelooflijke liefdesverhaal van Heer Morf
- 2003 - Zilveren Penseel voor Het ongelooflijke liefdesverhaal van Heer Morf
- 2003 - Prix d'Illustration Jeunesse voor Het ongelooflijke liefdesverhaal van Heer Morf
- 2003 - Golden Plaque Bratislava voor Mijnheer Ferdinand
- 2004 - Boekenpauw voor Mijnheer Ferdinand
- 2004 - White Raven voor Mijnheer Ferdinand
- 2004 - Vlag en Wimpel voor Zie ik je nog eens terug?
- 2005 - Golden Plaque Bratislava voor Dulle Griet
- 2007 - Picturale Ronse - Prestige prijs voor Eén miljoen vlinders
- 2009 - Woutertje Pieterse Prijs voor Het Geheim van de Keel van de Nachtegaal
- 2009 - Gouden Uil Jeugdliteratuur voor Het Geheim van de Keel van de Nachtegaal
- 2009 - Gouden Griffel voor  Het Geheim van de Keel van de Nachtegaal
- 2009 - Boekenwelp voor Het Geheim van de Keel van de Nachtegaal
- 2009 - Boekenpluim voor Het Geheim van de Keel van de Nachtegaal
- 2009 - White Raven Special Mention voor Het Geheim van de Keel van de Nachtegaal
- 2009 - Plantin-Moretuspublieksprijs voor beste boekomslag voor Het Geheim van de Keel van de Nachtegaal
- 2010 - Boekenpluim voor Fluit zoals je bent
- 2010 - Zilveren Penseel voor Fluit zoals je bent
- 2015 - Boekenpluim voor De gouden kooi
- 2017 - Prijs Letterkunde van de Provincie West-Vlaanderen voor De gouden kooi[3]
- 2020 - Zilveren Penseel  voor De Vuurvliegzee – en andere dierenverhalen

## Exposities
- 2007 - Carll Cneut: illustrator - Literair Museum in Hasselt. Een overzichtstentoonstelling[4]
- 2010 - De wondere wereld van Carll Cneut - Cultuurcentrum De Brouwerij in Ronse
- 2011/2012 - De Kleren van de Keizer. Kleding in sprookjes - Literair Museum in Hasselt. Behalve werk van Carll Cneut, ook Thé Tjong-Khing, Charlotte Dematons, Lisbeth Zwerger, Benjamin Lacombe en Rébecca Dautremer.[4]
- 2014 - Slagveld (Carll Cneut) - KultuurHuis De Tijd Hervonden in Hasselt
- 2014/2015 - Carll Cneut. In my Head - Sint-Pietersabdij in Gent
- 2017 - Kraanvogels en kersenbloesems. Het Verre Oosten in prentenboeken - Literair Museum in Hasselt. Groepstentoonstelling met onder anderen Carll Cneut, Rébecca Dautremer, Stefanie De Graef, Quentin Gréban, Pieter Van Eenoge en Claudia Verhelst[5]
- 2019 - De Grotesken - Museum Plantin-Moretus. Met werk van onder andere Jeroen Bosch, Pieter Brueghel, James Ensor, Fred Bervoets en Carll Cneut.[6]
- 2019 - Nationaal Tabaksmuseum in Wervik, naar aanleiding van zijn ereburgerschap van Wervik, met oud en nieuw werk.[7]